# I. obvod (Budapešť)
I. obvod (maďarsky I. kerület, nazývaný také Budavár či Várkerület) se nachází v centru Budapešti na pravém (západním) břehu Dunaje. Jeho součástí je Budínský hrad a městské čtvrti Tabán, Gellérthegy, Kirsztinaváros a Víziváros.

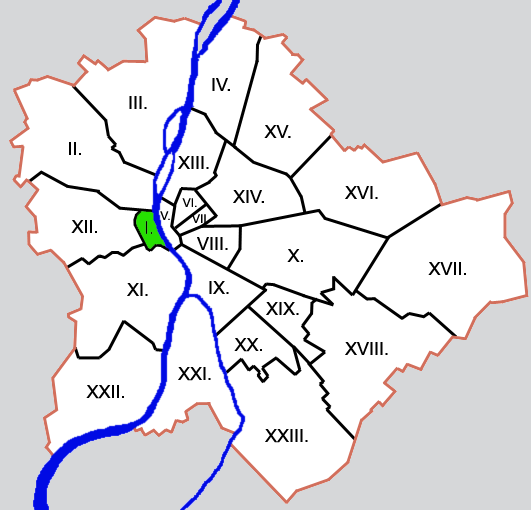
Poloha I. obvodu

## Historie
Hrad, který je nyní centrem obvodu, byl postaven roku 1242 po vpádu Mongolů. Později se stal sídlem uherských králů.

## Pozoruhodnosti
- Budínský hrad
- Maďarská národní galerie
- Széchényho národní knihovna
- Budapešťské historické muzeum
- Maďarský národní archiv
- Matyášův chrám
- Rybářská bašta
- Obchodní a pohostinské muzeum
- Farmaceutické muzeum u Zlatého orla
- Sándorův palác
- Jeskynní kostel
- Citadela a Socha svobody

## Partnerská města

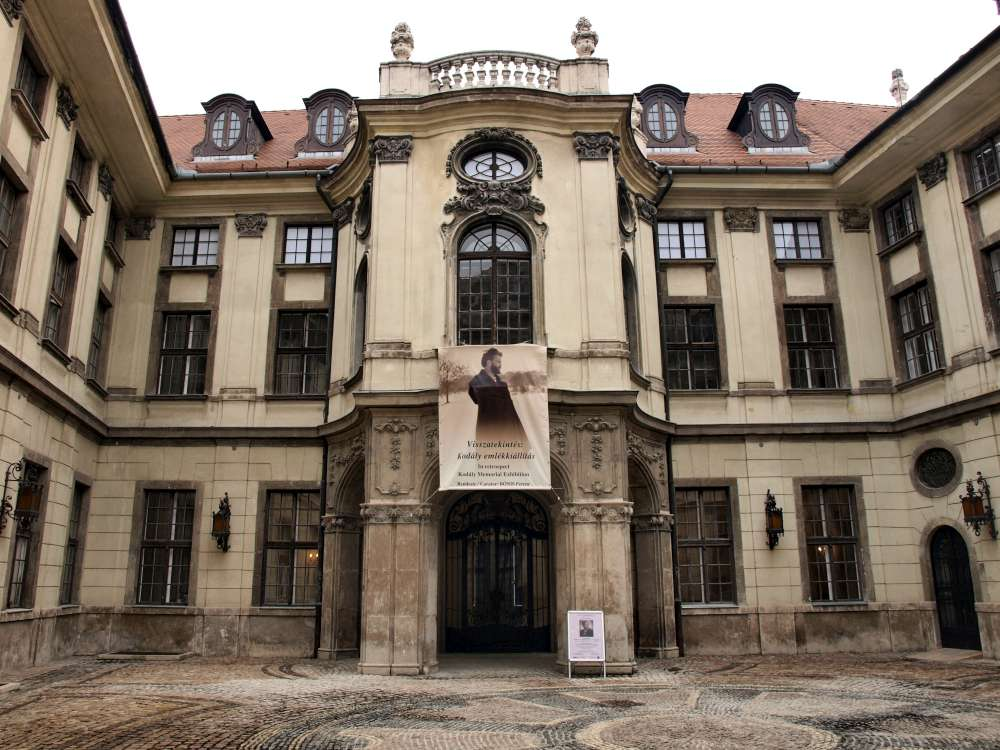
Muzeum historie hudby

- I. obvod (Vídeň), Rakousko
- Capestrano, Itálie
- Carouge, Švýcarsko
- Lendava, Slovinsko
- Marlow, Anglie
- Staré Mesto (Bratislava), Slovensko
- Praha 1, Česko
- Řezno, Německo
- Odorheiu Secuiesc, Rumunsko
- Senta, Srbsko